# Salut les pourris
Pour plus de détails, voir Fiche technique et Distribution.
Salut les pourris (titre original : Il poliziotto è marcio) est un film franco-italien, réalisé par Fernando Di Leo, sorti en 1974, avec Luc Merenda, Richard Conte, Delia Boccardo, Raymond Pellegrin, Salvo Randone et Vittorio Caprioli dans les rôles principaux.
Le scénario de ce néo-polar italien est en partie inspiré du roman américain Quand les poulets auront des dents (Rogue Cop) de William P. McGivern, publié en 1955. Contrairement à la plupart des autres films du genre, l'œuvre raconte l'histoire d'un policier impitoyable et corrompu, à tel point qu'à l'époque le film a eu des problèmes de distribution. 

## Synopsis
À Milan, le commissaire de police Domenico Malacarne (Luc Merenda) mène une carrière respectable. Avec la complicité de son collègue Garrito (Rosario Borelli (it)), il couvre pourtant les affaires d'un trafiquant nommé Pascal (Raymond Pellegrin) contre des pots-de-vin. Lors d'une opération litigieuse apparaît un témoin gênant, Esposito (Vittorio Caprioli), qui informe le père de Malacarne (Salvo Randone), un ancien de la police, de ce qu'il a vu. Ce dernier ignore les activités illicites de son fils et lui fait part du témoignage d'Esposito. Pour faire disparaître les soupçons de son père, il ouvre alors une enquête contre Pascal.

## Fiche technique
- Titre français : Salut les pourris
- Titre original : Il poliziotto è marcio (litt. « Le policier est pourri »)
- Titre espagnol : Corrupción policial (litt. « Corruption policière »)
- Titre anglais : Shoot first, die later (litt. « Tire d'abord, meurs ensuite »)
- Titre grec : O ektos nomou ekdikitis (litt. « La vengeance du hors-la-loi »)
- Réalisation : Fernando Di Leo
- Assistant-réalisateur : Franco Lo Cascio
- Scénario : Fernando Di Leo et Sergio Donati
- Photographie : Franco Villa
- Montage : Amedeo Giomini
- Musique : Luis Bacalov
- Décors : Francesco Cuppini
- Cascades : Rémy Julienne
- Producteurs : Galliano Juso et Ettore Rosboch
- Société(s) de production : Cinemaster, Mount Street Films et Mara Film
- Pays de production :  Italie |  France
- Langue de tournage : italien
- Genre : Policier, action, thriller et poliziottesco
- Durée : 94 minutes
- Dates de sortie :
  - Italie : 22 mars 1974
  - Pays-Bas : 15 janvier 1976

## Distribution
- Luc Merenda : commissaire Domenico Malacarne
- Richard Conte : Mazzanti
- Delia Boccardo : Sandra
- Raymond Pellegrin : Pascal
- Gianni Santuccio (it) : un inspecteur
- Vittorio Caprioli : Esposito
- Salvo Randone : Malacarne
- Rosario Borelli (it) : Pietro Garrito
- Monica Monet : Barbara
- Elio Zamuto (it) : Rio le Portugais
- Loris Bazzocchi (it) : un homme de main à Pascal
- Gino Milli (it) : Gianmaria
- Salvatore Billa (it) : Rizzo
- Marcella Di Folco : un homme de main à Pascal
- Attilio Duse : un homme de main à Pascal
- Marisa Traversi (it)
- Omero Capanna (it)
- Mario Garriba
- Luigi Antonio Guerra (it)
- Aldo Valletti (it)

## À noter
- Distribué dans les cinémas italiens le 22 mars 1974, Il poliziotto è marcio rapporte 675.994.000 lires de l'époque[2].